# Dūdānlū
Dūdānlū (persiska: دودانلو) är en ort i Iran.   Den ligger i provinsen Khorasan, i den nordöstra delen av landet, 700 km öster om huvudstaden Teheran. Dūdānlū ligger 822 meter över havet och antalet invånare är 155.
Terrängen runt Dūdānlū är kuperad åt sydväst, men åt nordost är den platt. Runt Dūdānlū är det ganska glesbefolkat, med 28 invånare per kvadratkilometer. Närmaste större samhälle är Jashnābād, 8,8 km norr om Dūdānlū. Omgivningarna runt Dūdānlū är i huvudsak ett öppet busklandskap.